# ロイ・エマーソン
ロイ・エマーソン（Roy Emerson, 1936年11月3日 - ）は、オーストラリア・クイーンズランド州出身の男子テニス選手。主に1960年代に活躍し、4大大会男子シングルス通算12勝・男子ダブルス16勝を挙げ、総計「28」のグランドスラム・タイトルを獲得した名選手である。グランドスラム優勝12回は2000年にピート・サンプラスが更新するまで33年間歴代1位記録だった。フルネームは Roy Stanley Emerson （ロイ・スタンレー・エマーソン）。“Emmo”（エンモ）という愛称で呼ばれた。エマーソンは豪放洒脱な人柄で、私生活では有名な大酒飲みだったという。　

## 来歴
エマーソンはオーストラリアの牧場育ちで、子供の頃は父親の農場で牛の乳搾りをしていた。1959年から男子国別対抗戦・デビスカップのオーストラリア代表選手になる。1961年に全豪選手権（現在の全豪オープン）と全米選手権（現在の全米オープン）で4大大会年間2冠を獲得。当時のテニス界では、トップ選手たちの大半が頂点を極めた時点でプロに転向する道を選んでいた。しかし、当時のテニス4大大会（全豪選手権、全仏選手権、ウィンブルドン選手権、全米選手権）の出場資格はアマチュア選手のみに限定されていたため、プロ選手たちは4大大会から遠ざかっていく。当時のオーストラリア・テニス界で顕著な存在だったロッド・レーバーやケン・ローズウォールなどはプロに転向したが、エマーソンはアマチュア選手としてとどまった。こうして1961年から1967年までの間に、エマーソンは4大大会でシングルス「12勝」を挙げた。その間に、全豪選手権で1963年 - 1967年までの大会5連覇を達成している。
1968年にテニス界は「オープン化」という措置を取り、プロ選手たちの4大大会出場を解禁する。大会の名称も変更されて、全豪オープン、全仏オープン、ウィンブルドン選手権、全米オープンとなった。こうしてレーバーやローズウォールなど、プロに転向していた強豪選手たちが再び4大大会の舞台に戻ってくる。それ以後、エマーソンは4大大会のシングルス・タイトルを獲得できなかった。1968年以後は、テニス界の「オープン化時代」（Open Era）と呼ばれ、それ以前の時代とは明確に区別される。エマーソンの4大大会シングルス優勝はすべて「オープン化時代」以前のものであったため、ライバルたちに比べて評価が低く、長い間忘れられていた。
ロイ・エマーソンは4大大会男子ダブルスでも、全豪3勝・全仏6連覇・ウィンブルドン3勝・全米4勝を挙げ、この分野でもキャリア4冠を達成した選手である。彼の最初期のダブルス・パートナーはニール・フレーザーで、1959年のウィンブルドンと全米選手権に2連勝した後、1960年全仏選手権と1962年全豪選手権を制覇した。こうしてエマーソンとフレーザーは、「同一ペアで」キャリア4冠を達成した史上3組目のダブルスペアになる。フレーザーがプロテニス選手に転向した後は、フレッド・ストールと組んで1965年全仏選手権・1966年全豪選手権・全米選手権の1965年と1966年2年連続優勝を記録したが、ストールとのコンビではウィンブルドン優勝がない。ロッド・レーバーとは1961年全仏選手権の後、1969年全豪オープンと1971年ウィンブルドンを制したが、レーバーとの組み合わせでは全米選手権を取れなかった。したがって、エマーソンにはキャリア4冠のパートナー（フレーザー）と3冠のパートナー2人（ストールとレーバー）がいたことになる。全仏選手権の男子ダブルスに6連覇した1960年から1965年までの間、1963年にスペインのマニュエル・サンタナと組んだこともあった。
1982年に国際テニス殿堂入り。それから16年後の1998年、ウィンブルドン5度目の優勝で4大大会通算「11勝」に到達したピート・サンプラスが、これまで男子歴代1位であったエマーソンの通算優勝記録「12勝を更新する」目標を掲げたことがきっかけで、長い間忘れられていたエマーソンの名前が「サンプラスの目標」として語られるようになった。サンプラスは1999年のウィンブルドンで通算12勝に並び、2000年のウィンブルドンにてついに先人の大記録を更新する。2002年の全米オープン優勝を最後に現役を退いたサンプラスは、最終的に「14勝」でエマーソンを2つ上回った。（さらに7年後、ロジャー・フェデラーが2009年ウィンブルドン優勝で通算15勝目を挙げ、サンプラスをも抜いて男子歴代1位記録を更新した。）

## 4大大会優勝
- 全豪選手権　男子シングルス：6勝（1961年・1963年-1967年）／男子ダブルス：3勝（1962年・1966年・1969年）
- 全仏選手権　男子シングルス：2勝（1963年・1967年）／男子ダブルス：6勝（1960年-1965年）
- ウィンブルドン選手権　男子シングルス：2勝（1964年＆1965年）／男子ダブルス：3勝（1959年・1961年・1971年）
- 全米選手権　男子シングルス：2勝（1961年・1964年）／男子ダブルス：4勝（1959年＆1960年・1965年＆1966年）

| 年     | 大会                 | 対戦相手           | 試合結果                |
| ------ | -------------------- | ------------------ | ----------------------- |
| 1961年 | 全豪選手権           | ロッド・レーバー   | 1-6, 6-3, 7-5, 6-4      |
| 1961年 | 全米選手権           | ロッド・レーバー   | 7-5, 6-3, 6-2           |
| 1963年 | 全豪選手権           | ケン・フレッチャー | 6-3, 6-3, 6-1           |
| 1963年 | 全仏選手権           | ピエール・ダーモン | 3-6, 6-1, 6-4, 6-4      |
| 1964年 | 全豪選手権           | フレッド・ストール | 6-3, 6-4, 6-2           |
| 1964年 | ウィンブルドン選手権 | フレッド・ストール | 6-4, 12-10, 4-6, 6-3    |
| 1964年 | 全米選手権           | フレッド・ストール | 6-4, 6-2, 6-4           |
| 1965年 | 全豪選手権           | フレッド・ストール | 7-9, 2-6, 6-4, 7-5, 6-1 |
| 1965年 | ウィンブルドン選手権 | フレッド・ストール | 6-2, 6-4, 6-4           |
| 1966年 | 全豪選手権           | アーサー・アッシュ | 6-4, 6-8, 6-2, 6-3      |
| 1967年 | 全豪選手権           | アーサー・アッシュ | 6-4, 6-1, 6-4           |
| 1967年 | 全仏選手権           | トニー・ローチ     | 6-1, 6-4, 2-6, 6-2      |

## 4大大会シングルス成績
略語の説明
| W | F | SF | QF | #R | RR | Q# | LQ | A | Z# | PO | G | S | B | NMS | P | NH |

W=優勝, F=準優勝, SF=ベスト4, QF=ベスト8, #R=#回戦敗退, RR=ラウンドロビン敗退, Q#=予選#回戦敗退, LQ=予選敗退, A=大会不参加, Z#=デビスカップ/BJKカップ地域ゾーン, PO=デビスカップ/BJKカッププレーオフ, G=オリンピック金メダル, S=オリンピック銀メダル, B=オリンピック銅メダル, NMS=マスターズシリーズから降格, P=開催延期, NH=開催なし.
| 大会           | 1954 | 1955 | 1956 | 1957 | 1958 | 1959 | 1960 | 1961 | 1962 | 1963 | 1964 | 1965 | 1966 | 1967 | 1968 | 1969 | 1970 | 1971 |
| -------------- | ---- | ---- | ---- | ---- | ---- | ---- | ---- | ---- | ---- | ---- | ---- | ---- | ---- | ---- | ---- | ---- | ---- | ---- |
| 全豪オープン   | 1R   | 2R   | 2R   | A    | QF   | QF   | SF   | W    | F    | W    | W    | W    | W    | W    | A    | 3R   | A    | QF   |
| 全仏オープン   | 1R   | A    | A    | 3R   | A    | QF   | 3R   | QF   | F    | W    | QF   | SF   | QF   | W    | QF   | 4R   | A    | A    |
| ウィンブルドン | 2R   | A    | 3R   | 4R   | A    | SF   | QF   | QF   | 4R   | QF   | W    | W    | QF   | 4R   | 4R   | 4R   | QF   | 4R   |
| 全米オープン   | 3R   | A    | QF   | 4R   | A    | QF   | 3R   | W    | F    | 4R   | W    | QF   | SF   | QF   | 4R   | QF   | 4R   |      |

### 男子ダブルスの4冠達成ペア
- フランク・セッジマン＆ケン・マグレガー　（ともにオーストラリア、1951年に唯一の「年間グランドスラム」）
- ケン・ローズウォール＆ルー・ホード　（ともにオーストラリア、1953年 → 1956年）
- ロイ・エマーソン＆ニール・フレーザー　（ともにオーストラリア、1959年 → 1962年）
- ジョン・ニューカム＆トニー・ローチ　（ともにオーストラリア、1965年 → 1967年）
- マーク・ウッドフォード＆トッド・ウッドブリッジ　（ともにオーストラリア、1992年 → 2000年）
- ヤッコ・エルティン＆ポール・ハーフース　（ともにオランダ、1994年 → 1998年）
- ボブ・ブライアン＆マイク・ブライアン　（ともにアメリカ、2003年 → 2006年）